# دانييل غارسيا
دانييل غارسيا (بالإسبانية: Daniel García Gutiérrez)‏ (و. 1975  م) هو لاعب كرة سلة إسباني، ولد في بادالونا، مركز لعبه هو وسط.

## روابط خارجية
- دانييل غارسيا على موقع الدوري الإسباني لكرة السلة (الإسبانية)
- دانييل غارسيا على موقع كرة السلة الأوروبية.كوم (الإنجليزية)
- دانييل غارسيا على موقع ريلجم (الإنجليزية)
- دانييل غارسيا على موقع بروبوليرز (الإنجليزية)